# Santa Maria, São Pedro e Matacães
Santa Maria, São Pedro e Matacães es una freguesia portuguesa del municipio de Torres Vedras, distrito de Lisboa.

## Historia
La freguesia fue creada con el nombre de União das Freguesias de Torres Vedras (São Pedro e Santiago e Santa Maria do Castelo e São Miguel) e Matacães el 28 de enero de 2013 en aplicación de una resolución de la Asamblea de la República de Portugal promulgada el 16 de enero de 2013 con la unión de las freguesias de Matacães, Santa Maria do Castelo e São Miguel y São Pedro e Santiago, pasando a estar situada su sede en la antigua freguesia de São Pedro e Santiago. Esta denominación se mantuvo hasta el 28 de marzo de 2013 que pasó a llamarse União das Freguesias de Torres Vedras (São Pedro, Santiago, Santa Maria do Castelo e São Miguel) e Matacães en aplicación de la Declaración de Rectificación n.º 19/2013. El diez de agosto de 2015 pasó a llamarse con su actual nombre en aplicación de la Ley n.º 18/2015 que modificaba su denominación.

## Demografía
| Gráfica de evolución demográfica de Santa Maria, São Pedro e Matacães entre 2011 y 2021 |
|                                                                                         |
| Datos según el nomenclátor publicado por el INE portugués.                              |